# Diuca
Diuca är ett fågelsläkte i familjen tangaror inom ordningen tättingar: Släktet omfattar traditionellt två arter som förekommer i Anderna från centrala Peru till centrala Argentina och centrala Chile:
- Vitvingad fink (D. speculifera)
- Diucatangara (D. diuca), tidigare diucafink

DNA-studier visar dock att de inte alls är varandras närmaste släktingar, varför vitvingad fink flyttats till det egna släktet Chionodacryon eller inkluderas i Idiopsar.